# Zlatá Praha (časopis)
Zlatá Praha byl český ilustrovaný časopis. Vycházel v letech 1864–65 (čtrnáctideník; redaktor Vítězslav Hálek, nakladatel Karl Seyfried) a 1884–1929 (týdeník; nakladatelství Jana Otty, první redaktor Ferdinand Schulz). Přinášel množství literárních prací (básní, povídek, románů na pokračování, překladů) a článků z oblasti kultury i politiky. Otiskoval portréty osobností a reprodukce výtvarných děl. Byl oceňovaný pro vysokou obsahovou i grafickou úroveň.

## Zlatá Praha 1864–65
Časopis Zlatá Praha založil redaktor Vítězslav Hálek v nakladatelství Karla Seyfrieda počátkem roku 1864. Cílem bylo, nabídnout českým čtenářům podobný typ ilustrovaného časopisu, jaký byl v té době oblíbený ve vyspělejších částech Evropy. Měl vycházet dvakrát měsíčně (vždy 1. a 15. dne) a obsahovat přehled politických událostí, životopisy významných osobností, popisy uměleckých děl, vlastivědné články a literární práce, vše doplněné kvalitními ilustracemi.
První číslo (datované 1. ledna 1864) vyšlo s týdenním zpožděním 8. ledna. Obsahovalo články Karla Jaromíra Erbena (Stará radní síň), Karla Víta Hofa (Pouť na Velehrad) a Emanuela Tonnera (Starý hřbitov židovský v Praze), rubriku o literatuře a divadle, povídku Karoliny Světlé (Lamač a jeho dcera), básně Vítězslava Hálka a Emanuela Züngla a několik ilustrací (z toho na titulní straně portrét Františka Ladislava Čelakovského). Národní listy jej ocenily pro vysokou kvalitu ilustrací i textu a přály jejich redakci, aby v této záslužné činnosti mohla s podporou veřejnosti pokračovat.
Slibný rozvoj časopisu skončil v polovině roku 1865. Jeho nakladatel Karl Seyfried odjel 22. června do Teplic, odtud se vrátil do Roztok a v tamějším lese spáchal sebevraždu zastřelením. Zlatá Praha naposledy vyšla 15. června 1865 (ročník 2, číslo 12). Počátkem července přinesly Národní listy zprávu, že časopis zřejmě přestane vycházet, protože vypořádání dědictví po K. Seyfriedovi se protáhlo a jiný nakladatel se nenašel. Koncem července oznámili správci pozůstalosti, že se s dalším vydáváním již nepočítá a předplatitelům budou vráceny peníze.

## V Ottově nakladatelství (1884–1929)
K obnovení časopisu došlo 4. ledna 1884. Nakladatel Jan Otto jej pojal jako „list věnovaný ušlechtilé zábavě a duchovnímu životu českého národa“. Měl vycházet týdně a přinášet články z oblasti vědy a kultury, zeměpisu, filozofie, estetiky apod., dále literární práce a reprodukce uměleckých děl. Prvním redaktorem se stal Ferdinand Schulz. Podobně jako před dvaceti lety, i nyní si časopis získal pochvalný komentář v Národních listech, tentokrát na konci prvního ročníku. Nebyl však v té době jediným ilustrovaným týdeníkem – konkuroval časopisu Světozor, který vycházel od 13. července 1867.
Významným redaktorem Zlaté Prahy byl Vilém Weitenweber, který řídil její obrázkovou část od založení po více než deset let. Jeho zásluhou získal časopis vysokou výtvarnou úroveň a jeho prostřednictvím se mohla široká veřejnost seznámit s řadou prací začínajících i známých českých umělců.
V roce 1900 došlo ke spojení s týdeníkem Světozor, který od té doby vycházel jako příloha. Na konci roku 1903 oslavil časopis dvacet let svého trvání. Mezitím se obměnila redakce – textovou část převzal Jaroslav Kvapil, obrázkovou Viktor Oliva. Článek v Národních listech, vydaný k tomuto výročí, oceňoval trvale vysokou úroveň i aktuálnost žurnalistiky i ilustrací. Necelý rok předtím, 16. ledna 1903, vydala redakce jubilejní tisící číslo (ročník 20, č. 12), kde v řadě článků popsala vývoj předchozích devatenácti let a představila portréty většiny spolupracovníků.
V roce 1923 vstoupila Zlatá Praha do 41. ročníku. V té době již hospodařila se ztrátou. Kulturní veřejnost ji považovala za významný archiv, umožňující sledovat vývoj českého výtvarného umění a literatury.
Časopis zanikl 46. ročníkem 26. září 1929. Se čtenáři se za redakci rozloučili Gustav Pallas a Artuš Scheiner.